# Suite voor jazzorkest nr. 1
De Suite voor jazzorkest nr. 1 van Dmitri Sjostakovitsj (soms aangeduid met opus 38, soms met 38B, vaak zonder opus) werd in Sint-Petersburg gecomponeerd in 1934. De première van het stuk vond plaats op 24 maart 1934.

## Geschiedenis
Sjostakovitsj kon, hoewel hij "goed beschermd" werd tegen "Westerse" invloeden, toch in contact komen met jazz. Hij waardeerde die muziek zeer; tegelijk wist hij dat deze muziek door de Sovjet-Unie-leiding en de Bond van Sovjetcomponisten niet op prijs werd gesteld. Intussen was wél de foxtrot enorm populair in die dagen.

## Compositie
De suite van circa 10 minuten bestaat uit drie delen:
1. Wals
2. Polka
3. Foxtrot (blues)

De componist neemt met deze compositie haast iedereen in de maling. Het is namelijk geen jazzmuziek (maar lichte muziek) en deel 3 is noch een foxtrot, noch een blues; het klinkt meer als een tango, maar wat doen dan die Hawaïgitaar en die celesta daarin?

## Trivia
- De opname door het jazzensemble van het Concertgebouworkest werd gelauwerd.
- De partituur van Suite voor jazzorkest nr. 2 is lange tijd zoek geweest; per vergissing is een ander werk daarvoor aangezien.